# Aksys Games
Aksys Games ist ein amerikanischer Publisher für Computerspiele im kalifornischen Torrance.

## Geschichte
Aksys Games wurde 2006 von Akibo Shieh und weiteren Ex-Mitarbeitern des amerikanischen Publishingzweigs von Atlus gegründet. Zunächst als Lokalisierungspartner für ausländische Entwickler geplant, übernahm Aksys bereits im Oktober 2006 für den PS2-Titel Eagle Eye Golf Publisher-Aufgaben und legte den Fokus fortan auf die lokalisierte Veröffentlichung ausländischer Titel. Eine enge Partnerschaft entstand mit Arc System Works, für deren Veröffentlichung auf dem nordamerikanischen Markt Aksys 2009 ein Erstzugriffsrecht besaß. Aksys veröffentlichte für Arc System Works unter anderem Titel der Reihen BlazBlue und Guilty Gear. Ebenfalls 2009 veröffentlichte Aksys mit Bit Trip Beat das Erstlingswerk von Gajin Games (heute: Choice Provision), das den Auftakt zur Bit-Trip-Reihe bildete.
2012 ging Aksys eine Partnerschaft mit dem britischen Publisher Rising Star Games ein, der ähnlich wie Aksys Games auf lokalisierte japanische Spiele spezialisiert war. Aksys übernahm für dieses Jahr die Veröffentlichung von Rising Star Games’ Titeln auf dem amerikanischen Markt. Ein Schwerpunkt wurde die lokalisierte Veröffentlichung japanischer Otome-Spiele (u. a. Hakuoki, Code:Realize, Zero Escape), außerdem zählte Aksys zu den langjährigen Unterstützern der Handheld-Konsole PlayStation Vita. Daneben lokalisierte Aksys 2017 das Rollenspiel Tokyo Xanadu von Nihon Falcom für den amerikanischen Markt.

## Veröffentlichte Titel
- 2006: Eagle Eye Golf (PS2)
- 2007: Guilty Gear XX Accent Core (PS2, Wii)
- 2007: Hoshigami: Ruining Blue Earth Remix (NDS)
- 2007: Hooked! Real Motion Fishing (Wii)
- 2008: Super Dodgeball Brawlers (NDS)
- 2008: Jake Hunter: Detective Chronicles (NDS)
- 2008: From the Abyss (NDS)
- 2008: Theresia (NDS)
- 2008: Princess on Ice (NDS)
- 2008: MiniCopter: Adventure Flight (Wii)
- 2008: River City Ransom (Wii)
- 2008: Double Dragon (Wii, 3DS, iOS)
- 2008: Renegade (Wii)
- 2008: Castle of Shikigami III (Wii)
- 2008: Family Table Tennis (Wii)
- 2008: Super Dodge Ball (Wii)
- 2008: Battle Fantasia (X360, PS3)
- 2008: Guilty Gear 2: Overture (X360)
- 2009: Guilty Gear XX Accent Core Plus (PS2, PSP, Wii)
- 2009: BlazBlue: Calamity Trigger (PS3, X360)
- 2009: Jake Hunter Detective Story: Memories of the Past (NDS)
- 2009: Rockin’ (NDS)
- 2009: Squeeballs Party (NDS)
- 2009: Hero’s Saga Laevatein Tactics (NDS)
- 2009: Family Glide Hockey (Wii)
- 2009: Bit.Trip Beat (Wii)
- 2009: Family Pirate Party (Wii)
- 2009: Family Mini Golf (Wii)
- 2009: Bit.Trip Core (Wii)
- 2009: Family Slot Car Racing (Wii)
- 2009: Crash ’n the Boys: Street Challenge (Wii)
- 2009: Family Tennis (Wii)
- 2009: Family Card Games (Wii)
- 2009: Hooked! Again: Real Motion Fishing (Wii)
- 2009: The Combatribes (Wii)
- 2009: Bit.Trip Void (Wii)
- 2009: 0-D Beat Drop (X360)
- 2010: Record of Agarest War (PS3, X360)
- 2010: BlazBlue: Continuum Shift (PS3, X360)
- 2010: BlazBlue: Calamity Trigger Portable (PSP)
- 2010: Cho Aniki Zero (PSP)
- 2010: Mimana Iyar Chronicle (PSP)
- 2010: Gladiator Begins (PSP)
- 2010: Blazing Souls Accelate (PSP)
- 2010: Animal Puzzle Adventure (NDS)
- 2010: Jazzy Billiards (NDS)
- 2010: World Cup Of Pool (NDS)
- 2010: Don’t Cross the Line (NDS)
- 2010: River City Soccer Hooligans (NDS)
- 2010: BlayzBloo: Super Melee Brawlers Battle Royale (NDS)
- 2010: Everyday Soccer (NDS)
- 2010: River City Super Sports Challenge (NDS)
- 2010: 999: Nine Hours, Nine Persons, Nine Doors (NDS)
- 2010: Family Go-Kart Racing (Wii)
- 2010: Bit.Trip Runner (Wii)
- 2010: Deer Captor (Wii)
- 2010: Bit.Trip Fate (Wii)
- 2010: Derby Dogs (Wii)
- 2010: DeathSmiles (X360)
- 2011: Arcana Heart 3 (PS3)
- 2011: Record of Agarest War Zero (PS3, X360)
- 2011: Jikandia: The Timeless Land (PSP)
- 2011: BlazBlue: Continuum Shift II (PSP, 3DS)
- 2011: Fate/Extra (PSP)
- 2011: Bit.Trip Saga (3DS)
- 2011: Pro Jumper! Guilty Gear Tangent!? (NDS)
- 2011: Defense of the Middle Kingdom (NDS)
- 2011: Bit.Trip Complete (Wii)
- 2012: Record of Agarest War 2 (PS3)
- 2012: Crazy Strike Bowling (PS3)
- 2012: Hakuoki: Demon of the Fleeting Blossom (PSP)
- 2012: Hakuoki: Warriors of the Shinsengumi (PSP)
- 2012: Blazblue: Continuum Shift Extend (PSVita)
- 2012: Zero Escape: Virtue’s Last Reward (PSVita, 3DS)
- 2013: Bit.Trip Presents... Runner2: Future Legend of Rhythm Alien (PS3, X360)
- 2013: Ragnarok Tactics (PSP)
- 2013: Sweet Fuse: At Your Side (PSP)
- 2013: Muramasa Rebirth (PSVita)
- 2013: Sorcery Saga: Curse of the Great Curry God (PSVita)
- 2013: Hakuoki: Memories of the Shinsengumi (3DS)
- 2013: Shifting World (3DS)
- 2013: A.R.E.S: Extinction Agenda EX (X360)
- 2014: Magus (PS3)
- 2014: BlazBlue: Chrono Phantasma (PS3, PSVita)
- 2014: Hakuoki: Stories of the Shinsengumi (PS3)
- 2014: Xblaze Code: Embryo (PS3, PSVita, Windows)
- 2014: Arcana Heart 3: Love Max!!!!! (PS3, PSVita)
- 2014: Guilty Gear Xrd (PS3)
- 2014: Guilty Gear Xrd: Sign (PS4)
- 2014: Banshee’s Last Cry (iOS)
- 2014: 999: The Novel	March (iOS)
- 2014: Mind Zero (PSVita, Windows)
- 2015: Under Night In-Birth Exe:Late (PS3)
- 2015: Tokyo Twilight Ghost Hunters (PS3, PSVita, PS4)
- 2015: BlazBlue: Chrono Phantasma Extend (PS3, PSVita, PS4, XOne)
- 2015: Xblaze: Lost Memories (PS3, PSVita, Windows)
- 2015: Code: Realize – Guardian of Rebirth (PSVita)
- 2015: Norn9: Var Commons (PSVita)
- 2015: Moco Moco Friends (3DS)
- 2015: Family Fishing (3DS)
- 2015: Radiohammer (3DS)
- 2016: Aegis of Earth: Protonovus Assault (PS3, PSVita, PS4, Windows)
- 2016: Guilty Gear Xrd: Revelator (PS3, PS4)
- 2016: Chronicles of Teddy: Harmony of Exidus (Wii U, PS4)
- 2016: Exist Archive: The Other Side of the Sky (PS4, PSVita)
- 2016: BlazBlue: Central Fiction (PS4)
- 2016: Zero Escape: Zero Time Dilemma (PSVita, PS4, 3DS)
- 2016: Shiren the Wanderer: The Tower of Fortune and the Dice of Fate (PSVita)
- 2016: Chase: Cold Case Investigations - Distant Memories (3DS)
- 2016: Slice It! (3DS)
- 2016: Langrisser Re:Incarnation Tensei (3DS)
- 2017: Guilty Gear Xrd: Rev 2 (PS3, PS4)
- 2017: Zero Escape: The Nonary Games (PSVita, PS4)
- 2017: School Girl/Zombie Hunter (PS4)
- 2017: Tokyo Xanadu eX+ (PS4, Windows)
- 2017: Period: Cube ~Shackles of Amadeus~ (PSVita)
- 2017: Tokyo Xanadu (PSVita)
- 2017: Under Night In-Birth Exe:Late[st] (PSVita, PS3, PS4)
- 2017: Collar × Malice (PSVita)
- 2017: Drive Girls (PSVita)
- 2017: Bad Apple Wars (PSVita)
- 2017: Creeping Terror (3DS, Windows)
- 2018: Code:Realize ~Bouquet of Rainbows~ (PS4)
- 2018: Little Dragons Café (PS4, Windows)
- 2018: Death Mark (PS4, PSVita, Windows)
- 2018: Code: Realize ~Future Blessings~ (PSVita)
- 2018: Psychedelica of the Black Butterfly (PSVita)
- 2018: 7’scarlet (PSVita)
- 2018: Psychedelica of the Ashen Hawk (PSVita)
- 2018: Jake Hunter: Ghost of the Dusk (3DS)
- 2019: Gabbuchi (Windows)
- 2019: Code:Realize ~Wintertide Miracles~ (PS4, PSVita)
- 2019: NG (Visual Novel) (PS4, Windows)
- 2019: Ghost Parade (PS4, Windows)
- 2020: Under Night In-Birth Exe:Late[cl-r] (PS4)